# Емил Младенов
Емил Кръстанов Младенов (род. 1966 г. в гр. Костинброд, Софийска област) е състезател по спортна акробатика във вида мъжка четворка.
Емил Младенов завършил през 1985 г. с отличие ССОУ „Г. Бенковски“ в гр.Плевен. Състезавал се за спортните дружества „Асен Итов“(Костинброд), „Химик“ (Костинброд) и „Спартак“ (Плевен), носител на медали от държавните първенства. Състезател на треньора Драгомир Драганов / старши треньор на националния отбор по спортна акробатика в новото хилядолетие /. По образование магистър електроинженер, завършил Технически университет гр. София.
- Бивши акробати построиха нов квадрат в зала „Спартак“[неработеща препратка]. в-к „Посредник“. 24 юли 2013.
- www.posredniknews.com Архив на оригинала от 2016-03-04 в Wayback Machine.